# Mikhail Chipurin
Mikhail Alekseevich Chipurin (em russo:  Михаил Алексеевич Чипурин; Moscou, 17 de novembro de 1980) é um handebolista profissional da Rússia, medalhista olímpico.
Mikhail Chipurin, em Atenas 2004, conquistou a medalha de bronze. Com 8 partidas e 6 gols.